# The Straits Times
The Strait Times, dnevne novine na engleskom jeziku u Singapuru. U manjoj se nakladi izdaju i u Mijanmaru i Bruneju. S dnevnom nakladom od 350.000 primjeraka najprodavanije su dnevne novine u Singapuru.
Utemeljene su 15. srpnja 1845., za vrijeme britanske kolonijalne vladavine, kao nasljednica ugašenih novina Singapur Chronicle (Singapurska kronika). Nakon stjecanja neovisnosti od Malezija 1965. godine, novine su razvile posebno izdanje  New Straits Times za malezijsko tržište.

## Značajne osobe
- Sellapan Ramanathan, singapurski predsjednik i izvršni urednik novina (1982. – 1988.)
- Tony Tan Keng Yam, singapurski predsjednik i izvršni urednik SPH-a (2005. – 2011.)
- Lee Boon Yang, veterinar, višestruki ministar i izvršni urednik SPH-a (2011.-na dužnosti)

## Vanjske poveznice
- Službene stranice (engl.)